# Sleepkabel
Een sleepkabel is een kabel of sterk touw dat wordt gebruikt om iets voort te trekken. Zo kan men dit gebruiken om een auto met pech te slepen of een boot door ondiep water heen te loodsen.
Een sleepkabel wordt meestal gemaakt van nylon of staaldraad. Aan de uiteinden zit een haak waarmee de kabel kan worden bevestigd. Auto's die mechanisch geschikt zijn om gesleept te worden, hebben hiervoor aan de voorzijde, bij de bumper, een oog waar de sleepkabel aan bevestigd kan worden.

## Veiligheid
Een sleepkabel heeft doorgaans in het midden een rode driehoekige vlag, zodat verkeer dat het gesleepte voertuig van opzij nadert, goed kan zien dat het voertuig gesleept wordt.